# Agraylea insularis
Agraylea insularis är en nattsländeart som först beskrevs av Hagen 1865.  Agraylea insularis ingår i släktet Agraylea och familjen smånattsländor. Inga underarter finns listade i Catalogue of Life.